# 克雷格·葛倫代
克雷格·葛倫代（英語：Craig Glenday，1973年5月31日—）是一位英國編輯與作家，知名著作為《金氏世界紀錄》。
毕业于爱丁堡大学，2002年至今，担任《金氏世界紀錄》的主编。